# Боланаки, Ангело
А́нгело Болана́ки (греч. Άγγελος Βολανάκης, араб. انجلو بولاناكي‎; 20 мая 1878, Александрия, Египет — 26 июля 1963, Лозанна, Швейцария) — египетский и греческий промышленник, спортсмен, функционер Международного олимпийского комитета. Единственный член МОК, который представлял в этой организации две страны.

## Биография
Родился 20 мая 1878 года в египетской Александрии в семье крупного производителя алкогольных напитков Христоса Боланакиа. Этнический грек.
В молодости серьёзно занимался спортом, участвовал во многих спортивных соревнованиях. Победитель юношеского чемпионата Франции по теннису 1896 года. В 1896—1904 годах — многократный рекордсмен в беге на 100, 150 и 200 ярдов и на 200 метров, в прыжках в длину и высоту. Чемпион Египта 1899 и 1900 годов в беге на 100 и на 200 метров, рекордсмен 1902 года Египта, Греции и Турции в беге на 100 метров.
В 1906 году познакомился с основателем современного олимпийского движения Пьером де Кубертеном и на долгие годы стал его личным другом. С 1908 года — сооснователей и президент Союза спортивных ассоциаций Египта (до 1923 года). С 1910 (по другим данным — с 1911) года — первый генеральный секретарь Олимпийского комитета Египта, оставался на этом посту вплоть до 1930 года. 5 апреля 1914 года именно Боланаки был тем, кто поднял только что утверждённый Пьером де Кубертеном олимпийский флаг на парижском стадионе Шатби. После этого Боланаки в течение многих лет был хранителем оригинального флага, который в 1960 году он передал в дар Олимпийскому музею.
Был вдохновителем проведения в Александрии олимпийских игр 1916 года, вложил немалое количество собственных средств в строительстве стадиона в этом городе. Однако, из-за начавшейся Первой мировой войны олимпийские игры были отменены, а строительство стадиона было завершено лишь к 1928 году (в дальнейшем на нём прошли первые Средиземноморские игры в 1951 году).
В начале 1932 года принял греческое гражданство и переехал в Грецию. 21 ноября 1932 года подал в отставку с поста члена правления Международного олимпийского комитета, поскольку не мог более представлять в этой организации Египет. Однако, 8 июня 1933 года снова стал его членом уже как представитель Греции, став по состоянию на 2011 год единственным членом правления МОК, представлявшим в нём две страны.
В 1949 году Боланакис был награждён за свои заслуги перед олимпийским движением высшей наградой Международного олимпийского комитета — Олимпийским почётным дипломом за номером 18.
Скончался 26 июля 1963 в Лозанне, Швейцария. В 1948—1963 годах Боланаки был старейшим членом МОК, а всего он входил в правление этой организации на протяжении 52 лет и 214 дней — этот рекорд не побит и поныне.